# Dorcadion lineatocolle
Dorcadion lineatocolle là một loài bọ cánh cứng trong họ Cerambycidae.